# Fideikommissnämnden
Fideikommissnämnden är en svensk statlig förvaltningsmyndighet med uppgift att pröva frågor om avveckling av fideikommiss och om permutation av bestående fideikommiss. Myndigheten sorterar under Justitiedepartementet.
Kammarkollegiet utför administrativa och handläggande uppgifter åt myndigheten, som leds av en nämnd.
Ordförande är ledamoten av Högsta förvaltningsdomstolen Eskil Nord och vice ordförande Marianne Lundius.